# Suzana Sousa
Suzana Sousa (Luanda, 1981) é uma curadora independente, produtora e gestora cultural e investigadora angolana.
Foi Directora do Gabinete de Intercâmbio do Ministério da Cultura de Angola. Como curadora, foi responsável por exposições no Museu Judaico de Nova Iorque, no Museu de História Natural de Luanda, no Museu Berardo, em Lisboa e na Galeria Municipal Almeida Garrett no Porto.

## Percurso
Suzana Sousa nasceu em Luanda em 1981.
Suzana é licenciada em Estudos Artísticos - variante Artes e Culturas Comparadas, pela Faculdade de Letras da Universidade de Lisboa, é mestranda em Culturas Pós-coloniais e Políticas Globais, na Universidade de Londres, Goldsmiths College, no departamento de Estudos Culturais.
Doutoranda em Antropologia no ISCTE – Instituto Universitário de Lisboa com o projeto de pesquisa denominado A nacionalização da arte em Angola: contextos políticos da construção da arte angolana.
Suzana Sousa trabalha em produção e gestão cultural em Luanda desde 2003. Foi Directora do Gabinete de Intercâmbio do Ministério da Cultura de Angola.
O seu primeiro trabalho formal foi numa Organização Não-Governamental para o Desenvolvimento. Ao mesmo tempo, iniciou um estágio numa galeria de arte em Luanda, a Humbihumbi.
Posteriormente trabalhou na Agência TACCA (Territórios de Arte e Cultura Contemporânea Africana), uma fundação artística e cultural, onde experimentou vários papéis na indústria e teve contacto com profissionais angolanos e internacionais.
Em 2012, co-fundou o Colectivo Cultural Pés Descalços, do qual faz parte, em conjunto com Januário Jano, Paula Nascimento, Adalberto Cawaia, Ngoi Salucombo e Winnie Carmo. O colectivo é responsável pela realização e produção do TEDxLuanda.
Em 2013, foi uma das comissária da III Trienal de Luanda.
Em 2014, Suzana Sousa, foi oradora no Colóquio sobre Cultura Nacional, no âmbito do II Festival Nacional de Cultura de Angola (Fenacult/2014), com uma comunicação intitulada Políticas culturais: os limites do Estado e da produção cultural.
Em 2015, foi co-curadora da exposição You Love Me, You Love Me Not, juntamente com o curador português Bruno Leitão, descrita pela Câmara Municipal do Porto como “a mais importante mostra da coleção da Fundação Sindika Dokolo alguma vez concretizada”. A partir da colecção de Sindika Dokolo, incluiu obras de artistas africanos contemporâneos, tais como Samuel Fosso, Seydou Keita, Cameron Platter, William Kentridge, Yonamine, David Goldblatt, Kendell Geers e Nástio Mosquito e de artistas não africanos, como Marlene Dumas, Kara Walker e Nick Cave.
Em 2017, juntamente com mais três investigadores/doutorandos em Antropologia do ISCTE-IUL, apresentou o seu trabalho de investigação do doutoramento na exposição A Nossa Casa é o Mundo, uma organização do Mês da Internacionalização, Escola de Ciências Sociais e Humanas, CRIA-IUL (Centro em Rede de Investigação em Antropologia), Laboratório Audiovisual do CRIA-IUL e Rede de Doutorandxs.
Em Julho de 2018, entrevistou a arquitecta Paula Nascimento na primeira edição do Puxa-Palavra promovida pelo Centro Cultural Brasil-Angola (CCBA), em Luanda, no âmbito da exposição internacional A Língua Portuguesa Em Nós com a coordenação artística do escritor Ondjaki.
Em novembro de 2018, na qualidade de Directora do Gabinete de Intercâmbio do Ministério da Cultura de Angola, fez parte da delegação que representou o país no Conselho de Ministros da Cultura da Comunidade Económica dos Estados da África Central, em Brazzaville.
Em Abril de 2019, no âmbito do Dia Mundial da Dança, participou numa conversa alargada sobre dança e outras artes, com Paula Nascimento, promovida pela Companhia de Dança Contemporânea de Angola, no Memorial Agostinho Neto, em Luanda.
Em 2020, foi uma das 10 pessoas seleccionadas para a bolsa Africa is a Country Fellow para 2020-2021.
Em 2021, foi responsável pela co-curadoria da exposição O poder das minhas mãos, em conjunto com Odile Burluraux, promovido pelo Museu de Arte Moderna de Paris, que reúne 16 artistas africanas, tais como as angolanas Keyezua e Ana Silva e a moçambicana Reinata Sadimba.

## Obra

### Exposições (curadoria)
- 2013 - Os sonhos do embondeiro, exposição individual de Iris Buchholz Chocolate. SIEXPO - Museu Nacional de História Natural de Luanda, Angola.[1][19]
- 2013 - No Fly Zone. Unlimited Mileage, em co-curadoria com Fernando Alvim, Comissário da Trienal de Luanda. Exposição colectiva de Yonamine, Kiluanji Kia Henda, Edson Chagas, Binelde Hyrcan, Nástio Mosquito e Paulo Kapela. Museu Colecção Berardo, Lisboa.[8][20][21]
- 2014 - Tipo Passe, exposição individual Edson Chagas. Centro Cultural Português, Luanda.[5]
- 2014 - Sights and Sounds: Global Film and Video. Comissariada por Jens Hoffmann e Rebecca Shaykin. Museu Judaico, Nova Iorque.[5][22]
- 2015 - Seeds of Memory. Pavilhão de Angola - Expo Milano 2015.[2][5]
- 2015 - Love me Love me Not, Arte da Coleção Sindika Dokolo. Biblioteca Almeida Garrett, Porto, Portugal.[2][5][23][24]
- 2016 - Imbanba ya Muhatu – Coisas de mulher, exposição de Keyezua e Wura Natacha-Ogunji. Centro Cultural Português, Luanda.[2][5][25]
- 2017 - Luuanda, co-curadoria com Paula Nascimento. Hangar - Centro de Pesquisa Artística, Lisboa.[2][5]
- 2017 - Ambundulando, exposição individual de Januário Jano, co-curadoria com Paula Nascimento. Centro Cultural Português, Luanda.[5]

### Publicações / Catálogos
- 2013 - Sousa, Suzana. Issues in Curating Contemporary African Art. Artlife - Zimbabwean Art Journal. Special Issue: New Ideas New Possibilities.[26]
- 2013 - Sousa, Suzana. In Conversation with Edson Chagas, Contemporary And.[27]
- 2013 - Sousa, Suzana. The Luanda Art Scene, Contemporary And.[28]
- 2013 - No fly zone : unlimited mileage / conceito Fernando Alvim, Simon Njami, Suzana Sousa ; coord. ed. Clara Távora Vilar, Nuno Ferreira de Carvalho com Francisca Bagulho ; textos Abreu Paxe... [et al.] ; trad. Clive Thoms. - 1ª ed. - Lisboa : Museu Coleção Berardo, 2013. - 127, [1] p. a 2 colns : il. ; 27 cm. - ISBN 978-989-8239-35-8[29]
- 2015 - You love me, you love me not : arte contemporânea na coleção Sindika Dokolo / curadores Bruno Leitão, Suzana Sousa ; fot. Inês d'Orey. - Porto : Galeria Municipal do Porto : Fundação Sindika Dokolo, 2015. - 125, [3] p. : il. ; 29 cm. - Exposição: 5 de Março -17 Maio 2015. - ISBN 978-972-9147-89-0[29]
- 2016 - Distant song / Manuel Correia ; textos Suzana Sousa, Manuel Correia ; textos António Lázaro, Laurinda Alves, Manuel Correia ; trad. Maria Amélia Ribeiro de Carvalho. - 2ª ed. - [S.l.] : Caminho das Palavras, 2016. - 16, [139] p. : il. ; 33 cm. - Título paralelo em mandarim. - Ed. bilingue em português e inglês. - ISBN 978-989-8784-40-7[29]
- 2017 - Ruth Simbao, William B. Miko, Eyitayo Tolulope Ijisakin, Romuald Tchibozo, Masimba Hwati, Kristin NG-Yang, Patrick Mudekereza, Aidah Nalubowa, Genevieve Hyacinthe, Lee-Roy Jason, Eman Abdou, Rehema Chachage, Amanda Tumusiime, Suzana Sousa, Fadzai Muchemwa; Reaching Sideways. Writing Our Ways: The Orientation of the Arts of Africa Discourse. African Arts 1 June 2017; 50 (2): 10–29. doi: https://doi.org/10.1162/AFAR_a_00341
- 2019 - Sousa, Susana, Fighting over the Archive: Politics and Practice of the Art World in Angola, Kronos (45), 65-80. doi:10.2307/26916215.[30]